# دهستان کزور
دهستان کزور، یکی از دهستان‌های بخش مینان شهرستان سرباز در استان سیستان و بلوچستان ایران است. مرکز این دهستان، روستای کزور است.

## جمعیت
بر پایه سرشماری عمومی نفوس و مسکن در سال ۱۳۹۵، جمعیت دهستان کزور برابر با ۴٬۳۲۸ نفر بوده‌است.